# 星の雨
『星の雨』（ほしのあめ）は、ジャニーズWESTの19作目のシングル。2022年8月3日にジャニーズ・エンタテイメントから発売。

## 概要
初回盤A・B、通常盤、そしてジャニーズショップオンラインストア限定発売の通販盤の4形態での発売となり、それぞれ収録曲・ジャケット写真ともに異なる。
「星の雨」は重岡大毅主演のテレビ東京系ドラマ24『雪女と蟹を食う』の主題歌であるミディアムバラード。初回盤Aにはメンバーの重岡が作詞作曲した「愛情至上主義」が、またTBS系『DEEPな店の常連さんに密着 イキスギさんについてった』のテーマソングに起用されている「イキテヤレ」も通常・通販盤に収録されている。通販盤には『SOUL 2 SOULオリジナルバンダナ』と題したグッズが同梱されている。
6月25日午後9時に「星の雨」のミュージックビデオがYouTubeプレミア公開された。また、7月12日9時からはジャニーズWESTと大阪桐蔭高等学校吹奏楽部との「SOUL 2 SOUL」のスペシャルセッションの映像も公開された。
グループ公式TikTokアカウントが7月に開設され、8月5日午後6時からは本作のリリース記念として初のTikTokライブが行われた。

## 購入特典
初回盤A [CD+Blu-ray] [CD+DVD]のいずれか1つに封入されているシリアル①・初回盤B [CD+Blu-ray] [CD+DVD]のいずれか1つに封入されているシリアル②・通常盤（初回プレス）に封入されているシリアル③を各1枚ずつ計3枚で一口とし、特設サイトへ視聴ID登録締切までに入力すると『ジャニーズWESTの夏休み2022』をストリーミング配信で視聴することができる。
また、上記のシリアル①〜③のいずれか1枚を、特設サイトは応募ID登録締切までに入力すると「ジャニーズWEST想い出のベースボールシャツプレゼント」に応募することができる。このベースボールシャツは、ジャニーズWESTが初の野外ロックフェスへの出演を記念して、メンバーがMETROCKで着用していたもののオリジナルレプリカで、777名に抽選でプレゼントされる。（胸のロゴはMETROCKからジャニーズWESTへと変更されている。）ただし、『ジャニーズWESTの夏休み2022』の視聴に使用したシリアルでは応募できない。

## チャート成績
- オリコンチャート
  - 初週29.2万枚を売り上げ、8月9日発表の最新「オリコン週間シングルランキング」で初登場1位を獲得した[2]。同ランキング1位獲得は、これで9作連続・通算14作目。初週売上29.2万枚は、デビューシングル「ええじゃないか」の初週売上26.2万枚を超え、自己最高初週売上となった[2]。
- Billboard JAPAN
  - 2022年8月10日公開（集計期間：2022年8月1日 - 7日）のBillboard JAPAN週間シングル・セールス・チャート「Top Singles Sales」で、初週251,678枚を売り上げて、首位を獲得した[6]。週前半で214,122枚を売り上げ、トップを走り、週後半で約3.7万枚を伸ばして、2021年1月発売の15thシングル『週刊うまくいく曜日』が持っていた自己最多初週セールス227,615枚を更新した[6]。

## 収録曲

### CD

#### 初回盤A
1. 星の雨 [4:22]
作詞・作曲：敬也、編曲：生田真心
  - 重岡大毅主演 テレビ東京系ドラマ24『雪女と蟹を食う』主題歌
2. SOUL 2 SOUL [3:23]
作詞：岡嶋かな多・栗原暁、作曲：岡嶋かな多・栗原暁・久保田真悟、編曲：久保田真悟
「ソウル トゥー ソウル」と読む[10]。
3. 愛情至上主義 [2:34]
作詞・作曲：重岡大毅、編曲：ha-j
4. 星の雨（オリジナル・カラオケ）
5. SOUL 2 SOUL（オリジナル・カラオケ）
6. 愛情至上主義（オリジナル・カラオケ）

#### 初回盤B
1. 星の雨
2. SOUL 2 SOUL
3. Crazy about you [3:47]
作詞：草川瞬、作曲：Albin Nordqvist・Marcus Lindberg・草川瞬、編曲：Marcus Lindberg
4. 星の雨（オリジナル・カラオケ）
5. SOUL 2 SOUL（オリジナル・カラオケ）
6. Crazy about you（オリジナル・カラオケ）

#### 通常盤
1. 星の雨
2. SOUL 2 SOUL
3. イキテヤレ [4:16]
作詞・作曲：岩越涼大、編曲：NAOKI-T
  - TBS系『DEEPな店の常連さんに密着 イキスギさんについてった』テーマソング
4. サマーレイン [4:11]
作詞：山崎あおい、作曲：川口進・MiNE・Atsushi Shimada、編曲：井上薫

#### 通販盤
1. 星の雨
2. SOUL 2 SOUL
3. イキテヤレ
4. Summer Memories [4:18]

### Blu-ray/DVD

#### 初回盤A
- 「星の雨」Music Video & Making（約35分）

#### 初回盤B
- METROCK2022 OSAKA -LIVE &  Documentary-（約75分）

1. Rehearsal
2. Back Stage
3. Overture
4. ええじゃないか
5. ズンドコ パラダイス
6. Anything Goes
7. Big Shot!!
8. Mixed Juice
9. サムシング・ニュー
10. 間違っちゃいない。
11. アンジョーヤリーナ
12. 週刊うまくいく曜日
13. 僕らの理由
14. ムーンライト
15. 証拠
16. Back Stage